# Scattin' at the Kit Kat
Scattin' at the Kit Kat is een compositie van Duke Ellington en (waarschijnlijk om financiële redenen als mede-componist genoemd) Irving Mills. Ellington nam het een paar keer op in 1937 en het nummer werd een bescheiden hit: 5 weken in de Billboard-lijst, de hoogste notering was een negende plaats. De plaat kwam onder meer uit op Masters, het platenlabel dat Mills had opgericht en dat slechts een kort leven was beschoren. Het is geen jazzstandard geworden en is nadien ook maar een paar keer opgenomen (door de Main Stream Power Band en het pianoduo Guy Campion & Mario Vachon).